# Антропоїд (фільм)
«Антропоїд» — воєнна драма Шона Елліса з Кілліаном Мерфі та Джеймі Дорнаном у головних ролях. В основу сюжету фільму лягла операція членів чехословацького опору по усуненню протектора Богемії та Моравії Рейнгарда Гейдріха.

## Сюжет
У грудні 1941 двоє парашутистів Йозеф Ґабчик і Ян Кубіш здійснюють висадку на окуповану нацистами Прагу для виконання операції «Антропоїд». Небезпечна та складна місія вбивства Рейнгарда Гейдріха, який за свою жорстокість і холоднокровність отримав прізвисько «Празький м'ясник», отримала підтримку у місцевих членів руху опору. Двоє молодих людей оселяються у пані Моравець.
Триває період підготовки. В цей час між Яном Кубішем та Марією Коварнікової виникають взаємні почуття, які втім не завадили проведення операції. Агенти отримують інформацію про можливий переїзд Гейдріха
до Берліна, що пришвидшує виконання замаху. Місія йде не зовсім за планом, хоча Рейнгард гине від отриманих травм у лікарні. Починається жорстоке полювання на виконавців місії, внаслідок якого гинуть невинні люди. Нацисти виходять на пані Моравець і її сина. Жінка чинить самогубство, а син під тортурами розповідає, де ховаються виконавці замаху.
Нацисти оточують Собор святих Кирила і Мефодія у Празі, де переховувались парашутисти та їхні спільники. Одні гинуть внаслідок важкої перестрілки, а інші —  від самогубства.

## У ролях
| Актор           | Персонаж          | Роль                                                             |
| --------------- | ----------------- | ---------------------------------------------------------------- |
| Кілліан Мерфі   | Йозеф Ґабчик      | учасник руху опору                                               |
| Джеймі Дорнан   | Ян Кубіш          | учасник руху опору                                               |
| Гаррі Ллойд     | Адольф Опалка     | парашутист                                                       |
| Шарлотта Ле Бон | Марія Коварнікова | помічниця пані Моравець                                          |
| Анна Гейслерова | Оленка Фафкова    | помічниця руху опору                                             |
| Сем Кілі        | Йозеф Бублик      | парашутист                                                       |
| Тобі Джонс      | Ян Зеленка-Хайски | один із керівників руху опору                                    |
| Олена Мігулова  | пані Моравець     | власниця квартири, в якій розташувались Йозеф Ґабчик та Ян Кубіш |
| Вацлав Неужил   | Йозеф Валцик      | парашутист                                                       |
| Білл Мілнер     | Ата Моравець      | син пані Моравець                                                |

## Створення фільму

### Виробництво
Зйомки фільму проходили в Празі, Чехія.

### Знімальна група
- Кінорежисер — Шон Елліс
- Сценаристи — Шон Елліс, Ентоні Фревін
- Кінопродюсери — Шон Елліс, Мікі Ліделл, Піт Шилеймон
- Кінооператор — Шон Елліс
- Кіномонтаж — Річард Меттлер
- Артдиректор — Радек Ханак
- Художник-постановник — Морган Кеннеді
- Композитор — Робін Фостер[2].

## Сприйняття

### Критика
Фільм отримав позитивні відгуки. На сайті Rotten Tomatoes оцінка фільму становить 66 % на основі 99 відгуків від критиків (середня оцінка 6,4/10) і 71 % від глядачів із середньою оцінкою 3,7/5 (66 176 голосів). Фільму зарахований «стиглий помідор» від кінокритиків та «попкорн» від глядачів, Internet Movie Database — 7,2/10 (23 477 голоси), Metacritic — 59/100 (29 відгуків критиків) і 7,4/10 від глядачів (45 голосів).

### Номінації та нагороди
| Нагороди та номінації фільму « Антропоїд» | Нагороди та номінації фільму « Антропоїд» | Нагороди та номінації фільму « Антропоїд» | Нагороди та номінації фільму « Антропоїд»                          | Нагороди та номінації фільму « Антропоїд» | Нагороди та номінації фільму « Антропоїд» |
| Рік                                       | Кінофестиваль/кінопремія                  | Категорія/нагорода                        | Номінант                                                           | Результат                                 |                                           |
| ----------------------------------------- | ----------------------------------------- | ----------------------------------------- | ------------------------------------------------------------------ | ----------------------------------------- | ----------------------------------------- |
| 2016                                      | Премія британського незалежного кіно      | Найкраща чоловіча роль другого плану      | Джеймі Дорнан                                                      | Номінація                                 |                                           |
| 2016                                      | Phoenix Film Critics Society Awards       | Непомічений фільм року                    | «Антропоїд»                                                        | Номінація                                 |                                           |
| 2017                                      | Чеський лев                               | Нагорода глядачів                         | Шон Елліс                                                          | Перемога                                  |                                           |
| 2017                                      | Чеський лев                               | Найкращий фільм                           | Шон Елліс, Мікі Ліделл, Піт Шилеймон, Девід Ондрічек, Крістоф Муха | Номінація                                 |                                           |
| 2017                                      | Чеський лев                               | Найкращий актор                           | Кілліан Мерфі                                                      | Номінація                                 |                                           |
| 2017                                      | Чеський лев                               | Найкращий режисер                         | Шон Елліс                                                          | Номінація                                 |                                           |
| 2017                                      | Чеський лев                               | Найкращий сценарій                        | Шон Елліс, Ентоні Фревін                                           | Номінація                                 |                                           |
| 2017                                      | Чеський лев                               | Найкращий чоловіча роль другого плану     | Джеймі Дорнан                                                      | Номінація                                 |                                           |
| 2017                                      | Чеський лев                               | Найкраща робота оператора                 | Шон Елліс                                                          | Номінація                                 |                                           |
| 2017                                      | Чеський лев                               | Найкращий звук                            | Ів-Марі Омнес                                                      | Номінація                                 |                                           |
| 2017                                      | Чеський лев                               | Найкращий монтаж                          | Річард Меттлер                                                     | Номінація                                 |                                           |
| 2017                                      | Чеський лев                               | Найкраща музика                           | Робін Фостер                                                       | Номінація                                 |                                           |
| 2017                                      | Чеський лев                               | Найкраща робота художника-постановника    | Морган Кеннеді                                                     | Номінація                                 |                                           |
| 2017                                      | Чеський лев                               | Найкращі костюми                          | Йозеф Чечота                                                       | Номінація                                 |                                           |
| 2017                                      | Чеський лев                               | Найкращий постер до фільму                | Шон Елліс                                                          | Номінація                                 |                                           |
| 2017                                      | Чеський лев                               | Найкращий грим                            | Габріела Полакова, Лінда Ейсенгемерова                             | Номінація                                 |                                           |